# Giorgio Dellagiovanna

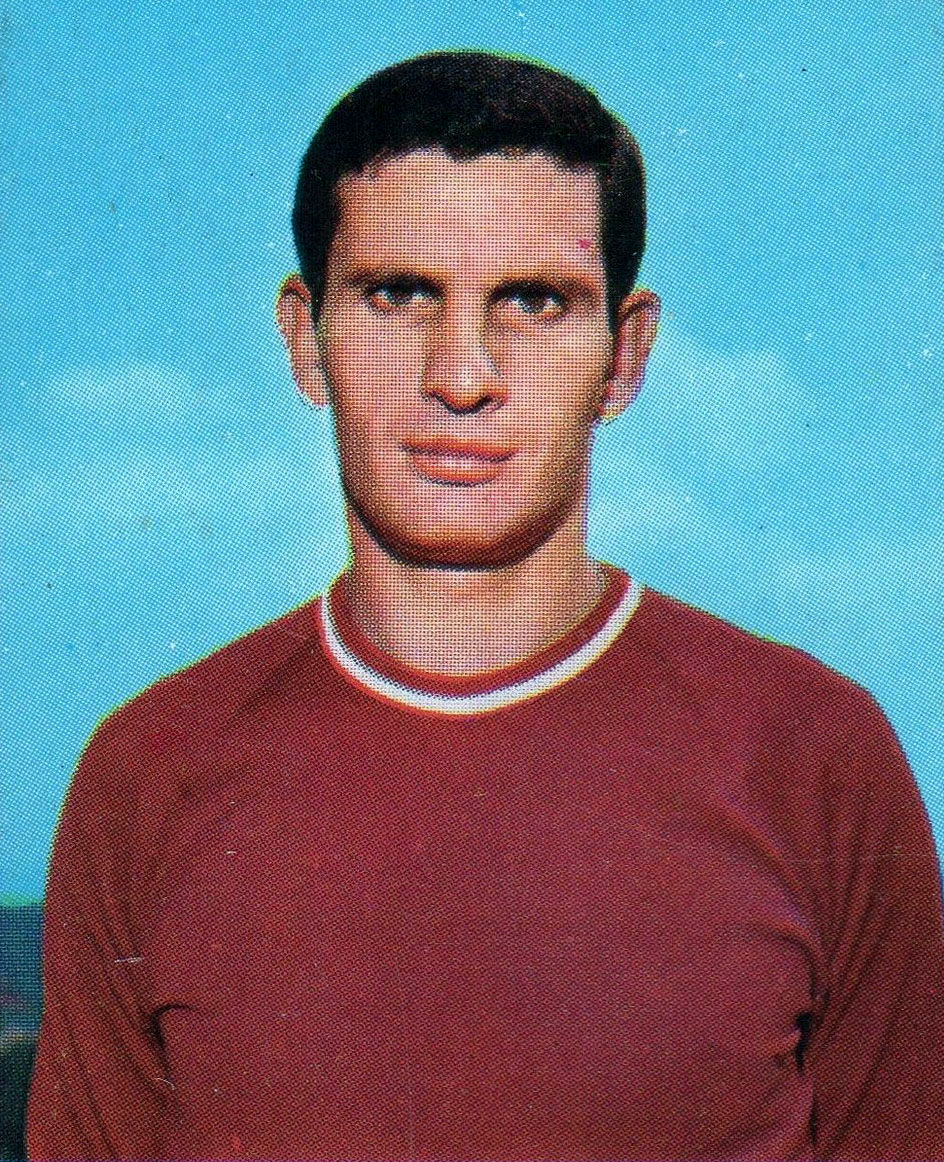
Giorgio Dellagiovanna (1967)

Giorgio Della Giovanna (10 de julio de 1941 en Milán - 17 de octubre de 2013) fue un jugador de fútbol profesional italiano.

## Carrera
Descubierto en Vercelli, soporte de los suburbios del oeste de Milán, crece en el equipo juvenil. Fue un defensor versátil que jugó en el medio campo. Hizo su debut en el equipo el 27 de septiembre de 1961 en un partido de la Copa de Ferias (Colonia-Inter 4-2). Nella no encuentra espacio en el equipo, rodeado por Burgnich y Guarneri. Después de jugar en calidad de préstamo a la Serie B, por primera vez en Brescia, estuvo en Potenza pero a principios de la temporada 1964-1965 regresó a al equipo anterior, sin embargo los espacios para él son aún más limitados. En las próximas dos temporadas, de hecho, juega sólo dos partidos, uno en la Liga y uno en la Copa de Italia. En el verano de 1966 se trasladó definitivamente a Varese, donde jugó con continuidad. Con el equipo rojiblanco recoge, entre serie A y serie B, 188 actuaciones con un gol.
Ganó dos títulos de liga con el Inter de Milán en 1964-1965 y en 1965-1966, durante la percepción de las estaciones mencionadas tuvo sólo dos apariciones: un partido en la Serie A (Inter-Messina 3-1 el 7 de octubre de 1964) y un partido en la Copa de Italia (Lanerossi Vicenza-Inter 1-2 el 7 de enero de 1966).

## Palmarés
- Campeón Serie A: 1964/65, 1965/66.